# كأس العراق 2002–03
وهي النسخة الأخيرة من بطولة لكأس العراق حتى استؤنفت البطولة في عام 2012.
فاز بها نادي الطلبة بعد فوزه في المباراة النهائية على نادي الشرطة (1-0).

## نتائج بعض المباريات

### الأدوار الأولى
- الدور الأول لعبت مبارياته يومي 2 و3 أيلول 2002
- الدور الثاني لعبيه مبارياته يومي 9 و10 أيلول 2002
- الدور الثالث لعبت مبارياته يومي 30 أيلول و21 تشرين الأول 2002

### دور ثمن النهائي
- نادي الشرطة × نادي الديوانية (3-0)، (8-1)
- نادي الدفاع الجوي × نادي صدامية الثرثار (5-1)، (2-2)
- نادي النجف × نادي الصناعة (3-1)، (3-3)
- نادي الميناء × نادي الجيش (1-0)، (2-2)
- نادي الموصل × نادي بروسك (1-0)، (2-2)
- نادي كربلاء × نادي الشعلة (3-2)، (2-1)
- نادي البصرة × نادي الطلبة (0-0)، (0-3)
- نادي الرمادي × نادي النفط (0-0)، (2-3)

### ربع النهائي
أقيمت مباريات الذهاب يوم 3 شباط أما الإياب فيوم 17 شباط:
- نادي الميناء × نادي النجف (1-1)، (0-0)
- نادي الدفاع الجوي × نادي الشرطة (0-2)، (2-1)
- نادي النفط × نادي الموصل (2-1)، (0-1)
- نادي الطلبة × نادي كربلاء (4-1)، (1-0)

توقفت البطولة بسبب الغزو الأمريكي للعراق لكنها استأنفت لاحقاً لتستكمل المباريات في مدينة أربيل.

### نصف النهائي
أقيمت مباراتا الذهاب في أربيل يومي 20 و21 آب:
- نادي الميناء × نادي الطلبة (0-1) 
  - سجل الهدف اللاعب علاء كاظم
- نادي الشرطة × نادي النفط (3-2)
  - سجل أهداف الشرطة: أحمد مناجد وأحمد كاظم وحامد قاسم
  - سجل هدفي النفط مشتاق طالب

### المباراة النهائية
أقيمت المبارة على ملعب فرانسو حريري في أربيل يوم 23 آب بحضور 13000 مشجع وانتهت بفوز نادي الطلبة على نادي الشرطة بهدف وحيد سجله اللاعب أحمد صلاح.